# Icius discatus
Icius discatus är en spindelart som beskrevs av Karsch 1891. Icius discatus ingår i släktet Icius och familjen hoppspindlar. Inga underarter finns listade i Catalogue of Life.